# ちょぼちょぼ
ちょぼちょぼは、大阪前田製菓が発売している焼き菓子。
小麦粉、卵、砂糖などを混ぜたものをドーム型に形成し焼き上げたもので、ポルトガルの焼き菓子であるボーロの食感に似ているが、カステラの風味が強い。
なお、大袋のものや小分けにされているものなどがあり、大阪にて生産が行われている。

## 概要
大阪前田製菓の他商品である卵ボーロ、乳ボーロが他社でも製造販売されているのに対し、ちょぼちょぼは同社独自の商品であり、ボーロの生地に比べ、しっとりとした生地に仕上げられている。知名度こそ高くは無いが、一部に絶大な人気を得ている。

## 商品一覧
- ちょぼちょぼ70g
- ちょぼちょぼ100g
- 4連ちょぼちょぼ 12g×4袋
- チョボチョボクッキー13g
- 豆乳ちょぼちょぼ